# Битва при Ебро (217 до н. е.)
Морська битва при Ебро — морська битва між флотами римлян і карфагенян, яка відбулася в ході Другої Пунічної війни навесні 217 року до н. е. біля гирла річки Ебро на північному сході Іспанії. Карфагенський флот кількістю близько 40 квінкверем на чолі з Гімільконом зустрівся з римською ескадрою кількістю 55 кораблів під командуванням Гнея Корнелія Сципіона. Карфагеняни були наголову розбиті, втративши 29 кораблів і остаточно поступивши римлянам контроль над іспанською прибережною акваторією.

## Стратегічне становище
Після перемоги при Циссі над карфагенською армією Ганнона восени 218 року Гней Сципіон займався консолідацією свого контролю над південним сходом Іспанії і набігами на іспанські володіння карфагенян, і не отримував підкріплень з Італії, зайнятої боротьбою з Ганнібалом. Тим часом Гасдрубал Барка провів набір рекрутів серед підлеглих іберських племен, значно збільшивши своє військо. В 218 році карфагенський флот в Іспанії налічував 32 квінквереми і 6 трирем. Гасдрубал долучив до ескадри ще 10 квінкверем, які були надіслані йому з Карфагену, і навесні 217 року розпочав об'єднану атаку з суші і моря на утримувані римлянами території північніше Ебро.
Гней Сціпіон, побоюючись чисельної переваги карфагенян в сухопутних силах, вирішив дати Гасдрубалу морський бій. Римська ескадра в той час налічувала лише 35 квінкверем (25 кораблів було відправлено назад до Італії після того, як під час карфагенського рейду після битви при Циссі були знищені їхні екіпажі), але була підсилена 20 грецькими кораблями з союзної римлянам Массілії.

## Битва
Досягши річки Ебро, карфагенський флот встав на якір в її гирлі. Розвідники Гасдрубала прочісували околиці в пошуках римського війська, але командувач ескадри Гімількон знехтував морською розвідкою. Внаслідок цього грецькім суднам вдалося знайти карфагенській флот, що стояв на якорі, і непоміченими відійти, щоб попередити про нього Сципіона, який з військом відплив з Тарракона і знаходився десь за 15 км від гирла Ебро. Сципіон завантажив на свої кораблі відбірних легіонерів і вирушив на південь назустріч пунійцям.
Першими наближення римського флоту помітили армійські патрулі Гасдрубала и попередили свою ескадру сигналами багать. Більшість екіпажів карфагенян була на березі; кораблі почали спішно приймати на борт команди і зніматися з якоря. В безладді і поспіху деякі кораблі покинули якірну стоянку недоукомплектованими. Гасдрубал вишикував армію удовж берега, щоб надати ескадрі моральну підтримку.
Римляни перехопили карфагенські кораблі в момент виходу з гирла річки. Вони протаранили і потопили чотири судна і взяли на абордаж ще два, після чого карфагенські моряки занепали духом і почали викидати кораблі на берег, рятуючись серед війська. Римлянам вдалося зачепити гаками і стягнути з мілин 23 покинутих командою карфагенських корабля.

## Наслідки
Перемога римлян була незаперечною; Гасдрубал був змушений відвести армію назад до Нового Карфагену. Престиж пунійців в Іспанії зазнав важкого удару, і серед підлеглих Карфагену іберських племен почалися бродіння і повстання, угамування яких не дозволяло карфагенянам зосередитися на боротьбі проти Риму аж до 215 року до н. е. Головним силам карфагенського флоту пощастило в 217 році перехопити біля Коси в Італії допоміжний римський флот, що прямував до Іспанії, але в осені того ж року восьмитисячне римське підкріплення з Публієм Сципіоном на чолі дісталося Іспанії неушкодженим. Брати Сципіони розорювали карфагенську Іспанію до 215 року, коли знову зустрілися з армією Гасдрубала біля гирла Ебро в битві при Дертосі.
Після майже повної втрати своїх морських сил Гасдрубал мав дві альтернативи: звернутися до Карфагену з проханням про підкріплення, чи збудувати нові кораблі. Насправді він не зробив ні того, ні другого, віддавши ініціативу на морі в руки римлян. Перемогою при Ебро Сципіон убезпечив свої морські комунікації з метрополією від загрози з боку карфагенських сил в Іспанії і міг тепер здійснювати напади на карфагенське узбережжя майже без будь-якого ризику. Єдина карфагенська морська експедиція проти римлян з території Іспанії — вторгнення в Лігурію Магона Барки — відбулася лише в 204 році, вже після того, як Карфаген повністю втратив свої іспанські володіння.